# Julien Valéro
Julien Valéro (* 23. Februar 1984 in Perpignan) ist ein ehemaliger französischer Fußballspieler.

## Karriere
Valéro begann das Fußballspielen im Kindesalter in einem Dorf nahe seiner Heimatstadt Perpignan. Als er mit seinen Eltern nach Granville umzog, spielte er für einen dort angesiedelten Verein, ehe er mit 13 Jahren in die Jugendabteilung des Profiklubs SM Caen aufgenommen wurde. Bei den Nordfranzosen rückte er während der Saison 2004/05 in die erste Mannschaft auf und erreichte sein Erstliga- und Profidebüt, als er am 9. April 2005 bei einer 0:1-Niederlage gegen den FC Metz in der 85. Minute für Nicolas Seube eingewechselt wurde. Er bestritt insgesamt fünf Erstligapartien und war einmal als Torschütze erfolgreich, bevor er im Sommer 2005 den Abstieg in die Zweitklassigkeit hinnehmen musste. In der niedrigeren Spielklasse gelang ihm der Durchbruch jedoch nicht und er kam meist in der Rolle eines Jokers ins Spiel. Er zählte zu einer Mannschaft, die 2007 den Wiederaufstieg in die höchste Spielklasse erreichte, doch unterschrieb er im selben Jahr stattdessen beim Drittligisten Olympique Nîmes.
Trotz seines Gangs in eine niedrigere Liga konnte er sich auch bei Nîmes nicht als fester Stammspieler etablieren und erlebte mit der Spielzeit 2007/08 zudem sein drittes Jahr in Serie ohne eigenen Torerfolg, auch wenn er mit der Mannschaft gleichzeitig den Aufstieg in die zweite Liga schaffte. Allerdings profitierte er von diesem Erfolg nicht, da er im Sommer 2008 zum FC Sète wechselte und damit in der dritthöchsten Spielklasse verblieb. Zwar erhielt er bei den Südfranzosen einen Platz in der ersten Elf, doch musste er 2009 den Zwangsabstieg des Vereins in die sechste Liga miterleben und entschied sich angesichts dessen für einen Wechsel zur ebenfalls in der dritten Liga antretenden AS Beauvais. 
2011 wurde er vom Ligarivalen US Quevilly unter Vertrag genommen. In dessen erster Elf erhielt er einen Platz als Leistungsträger und gehörte so einer Mannschaft an, die trotz mäßiger Resultate in der Liga auf sich aufmerksam machen konnte, indem sie im Pokal die Erstligisten Olympique Marseille und Stade Rennes schlug. Dies brachte den Außenseiter aus der Drittklassigkeit ins nationale Pokalendspiel 2012 und er stand auf dem Platz, als die Titelträume der Überraschungsmannschaft aus Quevilly durch eine 0:1-Niederlage gegen Olympique Lyon zunichtegemacht wurden. Valéro hatte im Verlauf des Wettbewerbs vier Treffer zum Erfolg seines Teams beigesteuert.
Direkt im Anschluss an den Achtungserfolg kehrte er Quevilly im Sommer 2012 den Rücken und entschied sich für einen Wechsel zum Viertligisten Luçon VF. Bei Luçon avancierte er zum Stammspieler und schaffte mit den Westfranzosen 2013 den Aufstieg in die dritte Liga. Mit dem Saisonende 2013/14 beendete er im Alter von 30 Jahren seine Karriere.